# 秦献公
秦献公（前424年—前362年），嬴姓，《世本》作秦元献公，《越绝书》作秦元王。《史记索隐》记载名师隰，《吕氏春秋》记载名连，战国时期秦国君主。秦灵公之子，在位23年。
秦献公早年流亡魏国，回国继位后在秦国国内进行改革，其中包括废止人殉、迁都、扩大商业活动、编制户籍和推广县制，并且数次发动收复河西（今山西、陕西两省间黄河南段以西地区）失地的战争。秦献公的时期的改革虽然不彻底，但为秦孝公时期的商鞅变法奠定基础。

## 生平

### 太子被废
秦献公于前424年出生。秦献公出生前，秦国国政长期由权臣把持。秦献公的曾祖父秦怀公遭庶长鼌为首的大臣们围攻，自杀而死。其祖父秦昭子早死，秦献公之父秦灵公继位。秦灵公死后，身为太子的秦献公没有能够继位，权臣迎立从晋国归来的秦简公继位，秦献公被迫流亡至魏国。

### 回国继位
秦国经历秦简公、秦惠公两代君主后，前386年，年仅两岁的秦出公继位。因君主年幼，朝政由生母惠公君夫人主持。君夫人重用宦官，贤臣心中不高兴纷纷隐居，百姓忧虑国政而议论纷纷，流亡在魏的秦献公得知消息后就想返回秦国。秦献公及其随从来到郑县（今陕西省渭南市华州区）以东的边塞，守将右主然不让他们通过。秦献公被迫前往戎族之地，自焉氏塞（今甘肃省平凉市西北）由菌改迎立回国。惠公君夫人派军队捉拿秦献公，但军队在行进途中发生哗变。
前385年，秦献公与哗变军队到达秦国首都雍城（今陕西省凤翔县南），惠公君夫人自杀，秦出公被杀，秦献公正式继位。在监突的劝说下，秦献公赦免了右主然，另赐守城的兵士每人二十石米，菌改因迎立之功被封为官大夫。

### 大力改革
秦献公继位时，秦国历经几代君位动荡，国力大为削弱，魏国趁秦国政局不稳之机夺取了河西地区。秦献公继位后，为改变内外交困的局面，进行了大刀阔斧的改革，其主要政策包括：

#### 废止人殉
秦国自秦武公时开始使用人殉，其陪葬者多达六十六人。自此之后，秦国的人殉制度经久不衰。秦穆公死时，人殉多达一百七十七人，其中包括名臣子车氏三良奄息、仲行、鍼虎，導致秦國國勢至此中衰。除国君外，秦国的中小贵族也使用人殉。大量的人殉造成许多无辜生命的死亡，减少了秦国的劳动力，同时也加重了民众的精神负担。秦献公继位后，就废止了在秦国延续近三百年的人殉制度。
栎阳（今陕西省渭南市富平县东南）位于渭北平原东部，属于水力发达的良田区，同时也是商业贸易繁荣，通往三晋的必经之路。《史记·卷一百二十九·货殖列传》曾称赞栎阳：（栎邑）北却戎翟，东通三晋，亦多大贾。为了削弱国内权臣势力以及便于收复河西失地，秦献公于前383年发兵营造新都栎阳，并将秦国首都自雍城迁至此。

#### 初行为市
秦献公于前378年在秦国国内颁布“初行为市”的政策。林剑鸣认为这是秦献公明令允许在秦国国都范围内进行商业活动。祝中熹认为秦国国内早已出现商业活动，而“初行为市”是为扩大市集规模、规范市集秩序制定的政策，其措施可能包括：规定市场位置、指定交易时间、明确交易原则、规范度量衡以及宣布税率和征收方式。秦献公的“初行为市”政策维护了市场交易的秩序，增加了秦国的财政收入。

#### 户籍相伍
秦献公于前375年在秦国国内颁布新的户籍制度，按照五家为一伍作为基本单位将全国人口进行编制，便于相互监视、收取赋税、征调兵丁、安排徭役。林剑鸣认为这一政策取消了“国”和“野”的界限，在法律上承认了野人与国人同等的地位，提高了野人的地位。祝中熹认为秦献公的户籍相伍制度是根据村社份地的规划统一编制户籍，与秦简公时的“初租禾”以及秦孝公时的“制辕田，开阡陌”前后呼应，是秦国由村社制向自耕农制转化过程中不可缺少的环节。

#### 推广县制
早在前688年，秦武公就在新征服的边境要地设县来加强对该地区的控制。秦献公于前379年在蒲（今山西省永濟縣）、蓝田（今陕西省西安市蓝田县西）、善明氏设县。前374年，秦献公更是在首都栎阳设县，表明栎阳处于军事要冲地带，地方行政组织同时要顾及战争的需要。秦献公推广县制的政策加强了中央集权，也为商鞅变法时在全国推行县制奠定了基础。

### 对外战争
秦献公刚继位时，发兵抵达渭水上游，攻打獂戎。羌族首领忍的叔父卬因畏惧秦国的兵力，带领自己的部族向南出走到赐支河以西数千里，与其他羌人部族不再往来。前374年，秦献公派胡苏率军攻打韩国，但在酸水被韩将韩襄击败。前371年，秦国与赵国在高安交战，被赵国击败。

#### 献公称伯
经过秦献公改革后，秦国国力得到恢复，先后在洛阴、石门山、少梁三场战役中取得胜利：
前366年，魏惠王与韩共侯在宅阳（今河南省荥阳市东南）会盟，图谋共同攻打秦国。同年，魏国在武城（今陕西省渭南市华州区东）筑城，作为西进据点。秦军反击，在洛阴（今陕西省大荔县西南）击败魏、韩联军。
前364年，秦将章蟜在石门山（今山西省运城市西南）大败魏军，斩首六万，由于赵国出兵救援魏国，秦才退兵。此战为秦国对魏国的首次重大胜利，诸侯震动，周显王派使者祝贺“献公称伯”，并颁赏他绣着黼黻图案的服饰。
前363年，秦出兵攻击魏少梁（今陕西省韩城市西南），赵国出兵救援魏国。次年，秦趁魏与韩、赵战于浍水之机，以庶长国为将，再次攻击魏少梁，击败魏军，俘其主将公孙痤并占领繁庞（今陕西省韩城市东南）。
前362年，赵成侯与韩昭侯在上党郡会盟，密谋攻打秦国。

### 去世
秦献公于前362年去世，葬于嚣圉，其子秦孝公继位。

## 其他
- 秦献公在位时，于前382年、前375年和前369年发生日食，其中前382年为日全食，白天光线昏暗。前369年，秦国瘟疫流行。[37][38][39]
- 东周太史儋于前374年拜见秦献公时说：“周朝与秦国本来是合在一起的，后来秦国分了出去，分开五百年后，又合在一起；合在一起十七年后，将会有统一天下的人出现” 。[40]
- 前369年，桃花在冬天开放。[41]
- 前368年四月至八月，秦国首都栎阳下起金色的雨[註 5]。[42]秦献公认为是吉兆，建畦畤祭祀白帝。[43]

## 评价
秦孝公在求贤令中称赞其父秦献公：献公即位，镇抚边境，徙治栎阳，且欲东伐，复穆公之故地，修穆公之政令。

## 其他形象

### 文学形象
在长篇历史小说《东周列国志》中，秦献公于第八十六回《吴起杀妻求将 驺忌鼓琴取相》中短暂登场，只描写了太史儋拜见秦献公时的预言以及雨金栎阳。

### 影视形象
2009年首播的电视剧《大秦帝国·第一部·裂变》中，秦献公由许还山饰演。